# Булак (хан)
Була́к (старотат. араб. غياث الدين محمد بولاك خان‎; ок. 1360—1380, Мухаммед Булак, Гияс-ад-дин Мухаммед-хан, Мухаммед-хан, Гияс-ад-дин Буляк-хан) — хан Улуса Джучи (Золотой Орды) в 1370—1372 и 1375 годах, хан Мамаевой Орды (1370—1380)

## Биография
Был посажен в детском возрасте на ханский престол Улуса Джучи (Золотой Орды) беклярбеком Мамаем после смерти отца, хана Абдуллаха. При Мухаммед Булак-хане чеканилась монета в Хаджи-Тархане и Крыму.
В 1372 году столицу Сарай захватил правитель восточной части Улуса Джучи (Золотой Орды) Урус-хан, и Мухаммед Булак бежал к Мамаю в Крым. После ухода Урус-хана на восток в 1374 году Сарай захватил Черкес и был провозглашён ханом Улуса Джучи (Золотой Орды). Однако, Черкес-хан правил недолго — в начале 1375 года Мамай захватил Сарай и вернул ханский престол Мухаммед Булаку.
Вскоре с востока вернулся Урус-хан и на месяц захватил Сарай, но закрепиться не смог — Мухаммед Булак вновь захватил столицу и вернул ханский престол.
В конце 1375 году столицу Сарай захватил Каганбек-хан. Мухаммед Булак уже не смог вернуть ханский престол до своей смерти в 1380 году. Погиб в Куликовской битве.

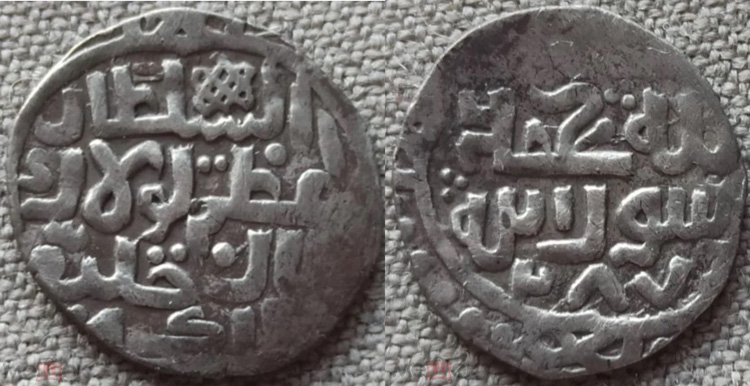
Булак, дирхам 782 г.х. (1380 г.).